# Cosmopepla decorata
Cosmopepla decorata är en insektsart som först beskrevs av Carl Wilhelm Hahn 1834.  
Cosmopepla decorata ingår i släktet Cosmopepla och familjen bärfisar. Inga underarter finns listade i Catalogue of Life.